# Soulbook
Soulbook è il venticinquesimo album di Rod Stewart, pubblicato nel 2009 dalla J Records.
Contiene alcuni classici del soul e della Motown interpretati da Stewart, e include ospiti come Stevie Wonder, Mary J. Blige, Smokey Robinson e Jennifer Hudson.

## Tracce
1. It's the Same Old Song - 4:15
2. My Cherie Amour - 3:10 (con Stevie Wonder)
3. You Make Me Feel Brand New - 4:36 (con Mary J. Blige)
4. (Your Love Keeps Lifting Me) Higher and Higher - 3:21
5. Tracks of My Tears - 3:36 (con Smokey Robinson)
6. Let it Be Me - 3:16 (con Jennifer Hudson)
7. Rainy Night in Georgia - 4:13
8. What Becomes of the Broken Hearted - 3:19
9. Love Train - 3:03
10. You've Really Got a Hold on Me - 3:17
11. Wonderful World - 3:33
12. If You Don't Know Me By Now - 3:59
13. Just My Imagination - 3:35

## Formazione
- Rod Stewart - voce, cori
- Greg Phillinganes - tastiera, cori, pianoforte, sintetizzatore
- Steve Jordan - batteria, cori, percussioni
- Clayton Cameron - vibrafono
- Reggie McBride - basso
- Ray Parker Jr. - chitarra
- David Paich - tastiera
- Darryl Jones - basso
- Henry Hey - pianoforte
- Paul Jackson Jr. - chitarra
- Michael Bearden - tastiera, pianoforte, Fender Rhodes
- Lenny Castro - congas
- David Palmer - batteria
- Bob Mann - chitarra, tastiera, mandolino
- Milt Chocolate - vibrafono
- Leland Sklar - basso
- Charles Hodges - organo Hammond
- Chuck Kentis - tastiera
- Russ Kunkel - batteria
- Don Kirkpatrick - chitarra
- Conrad Korsch - batteria
- Paul Warren - chitarra
- Nathan East - basso
- Ricky Lawson - batteria
- Michael Landau - chitarra
- Gayle Levant - arpa
- Wayne Jackson - tromba
- Chuck Findley - tromba
- Nick Lane - trombone
- Larry Farrell - trombone
- Jack Hale - trombone
- George Bohanon - trombone
- James Speake - sassofono tenore
- Tom Scott - sassofono baritono, sax alto
- Lou Marini - sax
- Jeff Driskill - flauto
- John Yoakum - oboe
- Martin O'Connor - corno francese
- Di Reed, Bridget Anne Cady, Steve Tyrell, Lisa Vaughn, Will Wheaton, Dorian Holley, Natasha Pearce, Darryl Tookes - cori

Note aggiuntive
- Steve Jordan - produttore